# 逃跑
是2020年上映的美国心理驚悚片，由阿尼什·查甘蒂执导，查甘蒂和塞夫·奥哈尼安编剧。影片讲述一位残障少女怀疑母亲隐藏自己过去的秘密，在找尋真相的同時，發現了母親讓人不寒而慄的一面。
影片于2020年11月20日上线Hulu，同时由狮门影视公司负责海外院线发行，2021年4月2日由Netflix全球上线。影片获得普遍好评，特別是演員的精湛表現與富張力的劇情獲得媒體與影評家讚譽，是Hulu平台上线以来最成功的原创电影。

## 剧情
黛安·谢尔曼的女儿克洛伊早产后，躺在医院的恒温箱，医护人员簇拥在旁。随后画面出现心律不整、血色沉着病、哮喘、糖尿病和瘫痪的定义。18年后，在华盛顿州帕斯科，黛安和已经成为少女的克洛伊过着平静的生活。克洛伊平日要靠轮椅和楼梯升降机代步，定期接受各种治疗，只吃有机食品，由母亲在家教育，又因哮喘需要随身携带吸入器。现在她正等待大学录取通知书到来，但黛安不给她看电邮。
一天早上，克洛伊在杂物袋翻找巧克力罐，无意中找到一瓶绿色药片。克洛伊检查药瓶，发现瓶子上面印着自己名字的标签，盖住了黛安的标签。克洛伊想找药品名称曲高辛（Trigoxin）的信息，但发现房子没有接上网络。她在母亲的睡房找到唯一一部能用的电话，打给一位陌生男子，请对方查找药品的信息。对方说这是治疗心脏病的药物，但网上的图片显示这款药是红色的小药片。
克洛伊让母亲和自己去看电影。电影放映途中，克洛伊假装上厕所，冲到街对面的药房，向药剂师打听药片的情况。药剂师一开始拒绝向她透露有关信息，但在诱使下，透露药片是松弛素利多卡因（Ridocaine），只能用在犬只身上。克洛伊詢問倘若人長期服用这种药，会產生什麼樣的影響，药剂师回應道双腿可能會癱瘓。这时黛安衝了进来，给哮喘发作的克洛伊打了镇静剂，把她带回家。
从床上醒来后，克洛伊发现母亲将房门上锁并缠上铁链后就出门了，自己一个人在家。于是她拖着躯体上到房顶，来到母亲的睡房，用烙铁和水打破窗户。这时她哮喘发作，只能爬回自己的房间找吸入器。克洛伊想用自动轮椅坡道下楼，但发现黛安断了电，只好连轮椅一起摔下楼梯，结果摔倒在地，稍微晕了一会，但也发现有只脚趾能动。
克洛伊看到邮车行驶在路上，冲到前面拦车。克洛伊向邮差讲述黛安的所作所为，结果开车路过的黛安看到克洛伊的轮椅，停了下来。邮差不让黛安带走克洛伊，克洛伊让邮差带自己去警察局。邮差把克洛伊带上货车，正要关上车门，结果被黛安用镇静剂麻醉。克洛伊晕了过去，醒来时身处家裡的地下室，轮椅在墙上绑住。
克洛伊在地下室找到大学录取通知书和儿时的照片，从一张死亡通知书中了解到有位名字也叫克洛伊的女孩，在她出生两个小时后死亡，还有一篇报道说有对夫妇的孩子在同一间医院被盗。克洛伊还发现自己孩提时学走路的照片，这时黛安进来，克洛伊指责她故意让自己得病，要求道出真相。黛安坚持自己都是为了帮助、保护她，又用注射器抽了一管油漆稀释剂，说这会让她忘记一切。惊恐中，克洛伊爬进橱柜，将自己锁在里头，但很快就意识到黛安不会让自己死，于是吞下磷酸酯瓶裡的东西，迫使黛安带她去医院。
在医院醒来的时候，克洛伊动弹不得，也无法说话，黛安则靠在窗户看风景。黛安坚持要让女儿出院，但医生不允许，要等克洛伊接受专业的心理评估。克洛伊叫来护士，护士给她拿来蜡笔和纸。这时蓝色警报响起，护士衝了出去。黛安溜了进来，将克洛伊繫在轮椅上，带她逃跑。护士发现床空了，通知医院保安。惊恐中的黛安拿出一把枪，寻找出口，但克洛伊双脚已经能活动，只见她用力抵住轮椅，不让黛安移动她。黛安恳求克洛伊和她一起回家，但克洛伊言辞激烈地表示不再需要她。医院保安开枪打中黛安的手臂，黛安摔下楼梯。
七年后，克洛伊来到惩戒所。她虽然仍需要轮椅代步，但可以拄着拐杖走一小段路。她来到病房拜访一个人，聊起了美好的丈夫、孩子和工作。之后镜头平移，躺在病床上的黛安出现。克洛伊从舌根拿出用塑料包装的三粒利多卡因药片，跟黛安说自己仍然爱她，让她张开嘴吃药。

## 阵容
- 莎拉·保罗森 饰 黛安·谢尔曼（Diane Sherman）
- 基拉·艾伦（英语：Kiera Allen） 饰 克洛伊·谢尔曼（Chloe Sherman）
- 帕特·希利（英语：Pat Healy (actor)） 饰 邮差汤姆（Mailman Tom）
- 萨拉·桑（Sara Sohn）饰 护士卡米（Nurse Kammy）
- 莎朗·巴杰（Sharon Bajer）饰 凯西·贝兹，名字致敬同名演员[4]
- 東尼·雷佛羅里 饰 布鲁克林男孩（配音）

## 制作
2018年6月，消息指狮门影视公司将负责影片的制作、发行和资金，阿尼什·查甘蒂担任导演，同时与塞夫·奥哈尼安一同编剧，奥哈尼安则和娜塔莉·卡萨比安一同出任制片人。2018年10月，莎拉·保罗森加盟演出阵容，同年12月基拉·艾伦加盟。
主体拍摄工作于2018年10月31日在加拿大温尼伯展开，12月18日杀青。
托林·博罗代尔为影片创作配乐，此前他和查甘蒂在《网络谜踪》有过合作。博罗代尔表示影片配乐将体现“伯纳德·赫尔曼精髓，但要体现2020年影片的味道”。

## 发行
影片原定于2020年5月8日，也就是母亲节当天上映，后受2019冠状病毒病疫情影响撤档。狮门表示一旦电影院确认重开就会公布新档期。此前影片曾定档2020年1月24日。2020年8月，Hulu买下影片美国发行权，同年11月20日上线影片。Netflix买下影片国际发行权，于2021年4月2日在美国以外地区上线影片。

## 反响

### 收视率
上线首周末，Hulu宣布《逃跑》是平台有史以来观看人数最多的原创电影，也是他们在Twitter上被讨论最多的电影。

### 专业评价
汇总媒体烂番茄根据123条评论，给影片打出89%的新鲜度，平均得分7.1/10。网站共识写道：“扎实的演技和娴熟得如同棘轮的戏剧张力让《逃跑》走出同类片的窠臼，成为一部令人赏心悦目的悬疑惊悚片。”Metacritic根据20条评论打出加权平均分67/100，表示“普遍好评”。
AllHorror.com的杰西卡·戈麦斯（Jessica Gomez）表示：“如果你和我一样，被吉普·赛罗斯和她母亲迪迪·布朗夏尔的故事吸引住，那我也可以用你的名字拍一部心理惊悚片。”IndieWire的瑞安·拉坦齐奥（Ryan Lattanzio）打出C+评价，表示：“孤注一掷、一石激起千层浪的感情转变体现出两位主角前途无量，虽然她们的角色没有前车之鉴。”
《电影伴侣》（Film Companion）的拉胡尔·德赛（Rahul Desai）认为“影片兼具了对现代育儿方式的隐喻和控诉——以看护名义进行精神控制、身份认知的缺乏、层出不穷的窒息操作、精神操纵，以及无私和自私的模糊界线”。